# Sükösd
Sükösd je obec v Maďarsku v župě Bács-Kiskun v okrese Baja.

## Poloha
Sükösd leží na jihu Maďarska. Prochází jím silnice z Baji do Kalocsy. Baja je vzdálena 10 km, Kalocsa 29 km.

## Galerie

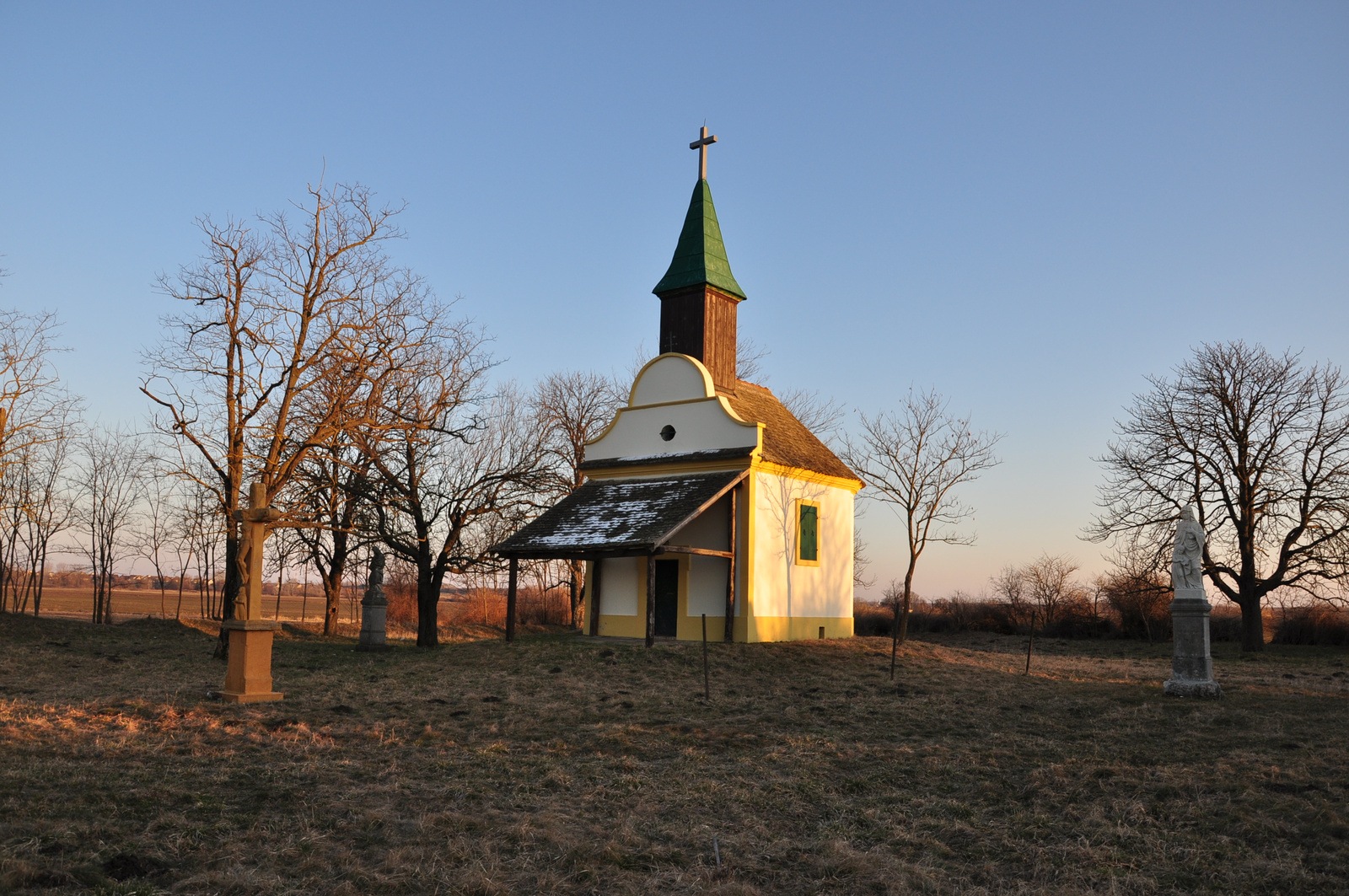
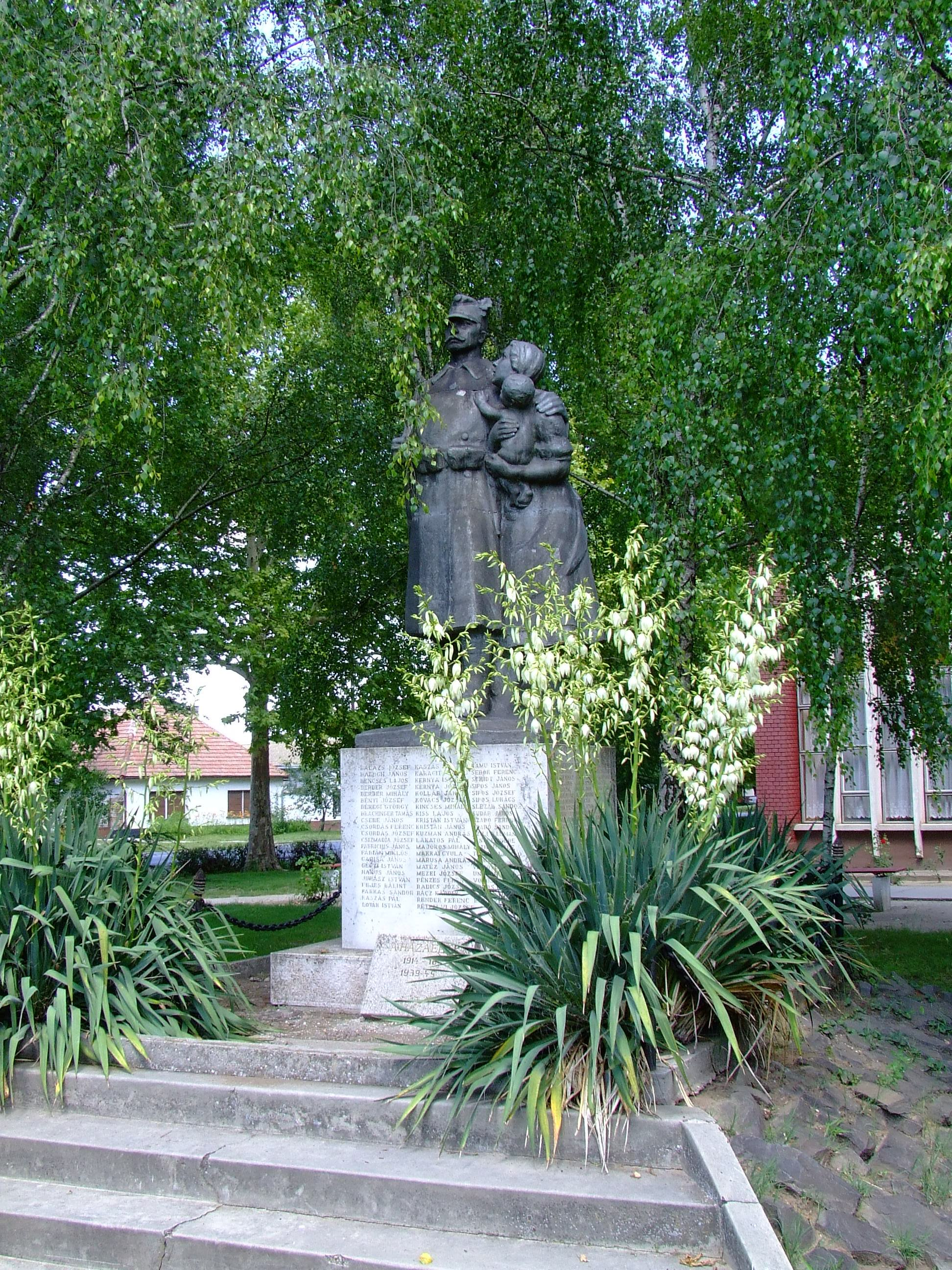